# آكاش
أطلقت الهند الحاسوب الدفتري المحمول «ساكاشات» بسعر لا يتجاوز سعره 500 روبيه أي ما يعادل 11 دولار، في محاولة لسد الفجوة الرقمية في البلاد بين الأغنياء والفقراء في إطار «مهمة التعليم الوطنية» الجديدة بكلفة 46 مليار روبيه.

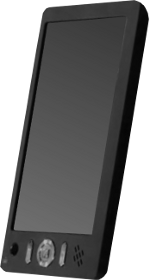

وتعتبر الحكومة الهندية النموذج الأولي للحاسوب الدفتري «ساكاشات» أي (أمام عينيك)، حجر الزاوية في برنامج تعليم اليكتروني طموح لربط 18 ألف كلية و400 جامعة في أنحاء الهند، تشمل شبكة حواسب دفترية تمكن الطلبة من الوصول للمحاضرات والدورات والمساعدة المتخصصة من أي مكان في الهند، حيث أعلن عدد من الناشرين موافقتهم على تحميل مقاطع من كتبهم الدراسية على النظام.
واكتسبت الهند سمعة في ابتكار تكنولوجيا رخيصة جدا، بإطلاقها سيارة «تاتا نانو»، أرخص سيارة في العالم ثمنها مئة ألف روبيه (1450 جنيه إسترليني).
وأعلن برابهاكار استشاري الجامعة التي ستطلق نموذج «ساكاشات» تطلع الهند للحصول على الأجهزة والبرمجيات رخيصة الثمن، وأضاف «في دولة نامية كالهند يجب خفض التكاليف ليتسنى لأكبر عدد من الطلبة الاطلاع على الكتب والصحف الإلكترونية».
وصمم الحاسب علماء في معهد «فيلزر» للتكنولوجيا والمعهد الهندي للعلوم في بانغالور والمعهد الهندي للتكنولوجيا، ويحتوي على ذاكرة سعتها 2 غيغا بايت ونظام اتصال لاسلكي، وفي محاولة لإبقاء التكاليف منخفضة، يقول خبراء انه من المستبعد استخدام نظام «مايكروسوفت ويندوز» المعروف.
ويعد الجهاز الهندي أرخص الحاسوب الأخضر المعروف باسم «جهاز الأطفال» أو «اكس أو» الذي صممه خبراء في معهد ماساتشوستس للتكنولوجيا في الولايات المتحدة والذي يبلغ ثمنه 100 دولار.